# Montevecchia
(Mario Soldati)
Montevecchia (Muntavégia in dialetto brianzolo) è un comune italiano di 2 671 abitanti della provincia di Lecco in Lombardia.
Le colline su cui sorge dominano il territorio del Meratese, nella Brianza nordorientale. È sede del Parco regionale di Montevecchia e della Valle del Curone.

## Geografia fisica
Il comune di Montevecchia si sviluppa nel territorio del Meratese.
Si estende su una superficie di 5,92 km². Il punto più alto della collina del paese si trova ad un'altitudine di 503 m s.l.m.
Montevecchia confina a nord con Olgiate Molgora, La Valletta Brianza, a est con Cernusco Lombardone e Merate, a ovest con Missaglia, a sud con Osnago.

### Sismologia
Secondo la Classificazione sismica, il comune appartiene alla fascia soggetta a sismicità bassa.

### Clima
Secondo la classificazione climatica, Montevecchia appartiene alla zona E.
La particolarità è che in cima al paese il clima è differente rispetto ai paesi limitrofi a valle, infatti si riscontrano circa 2 gradi in meno d'estate e 2 gradi in più in inverno. Grazie alla buona esposizione solare, sul versante meridionale del colle riescono a crescere piante da clima mediterraneo, come la vite e diversi tipi di erbe aromatiche.

## Origini del nome
La parola Montevecchia si ritiene sia riferibile alla fortificazione romana che si trovava al posto dell'attuale santuario, circondata da una cerchia di mura protettiva di oltre 800 metri di sviluppo.
Il nome Mons Vigiliae ("Monte delle vedette"), si sarebbe nel tempo involgarito in Mons Vegliae, Monte Vegiae, Monte Vegia, sino all'attuale dialetto brianzolo, nel quale Vegia significa "Vecchia".
In realtà, data l'antichissima colonizzazione del colle, è più probabile un'origine celtica del toponimo, alla quale sarebbe stato poi aggiunto il termine latino mont(em), quale Owignya od Owikya, derivanti dalla stessa radice ed indicanti la presenza di pecore, agnelli o cervi. La successiva apertura della "o" in "a", molto frequente in posizione pretonica, la palatalizzazione della sillaba successiva, fenomeno ordinario nel periodo tardo-latino, e l'apofonia della vocale tonica, tipica del lombardo, avrebbero generato il toponimo Montaveggia, di cui "Montevecchia" non è che un adattamento recente (certamente dopo il 1875).

## Storia
L'origine di insediamenti umani nel territorio di Montevecchia è di antica data. Nel parco di Montevecchia alla fine degli anni settanta furono rinvenuti due accampamenti risalenti all'epoca dell'Uomo di Neanderthal e dell'Homo sapiens, datati rispettivamente il primo a 60 000 anni ed il secondo a 32 000. Questi insediamenti sono alcuni fra i più antichi situati in Lombardia.
Poco si sa, invece, della Montevecchia romana se si escludono le tracce di una fortificazione di oltre 800 metri di sviluppo rinvenute nei pressi dell'attuale santuario (vedi alla voce etimologia).
Maggiore è la documentazione sulle vicende a partire dal medioevo, che vedono Montevecchia amministrata come comunità libera della Brianza sino all'età moderna.
Nel 1647 Montevecchia venne concessa in feudo alla famiglia Panigarola, che si estinse nel 1703. Nel 1713 il Conte Giacomo Brivio di Brochles, originario di Montevecchia, comprò il feudo natale, e la sua famiglia lo tenne fino al 1740, quando Carlo Brivio lo vendette agli Agnesi, famiglia di Milano. Il titolo di conte di Montevecchia fu del senatore Donzelli Beniamino fino al 1952.
Dal 1809 al 1816 e dal 1928 al 1966 il comune di Montevecchia fu unito a Cernusco Lombardone formando il comune di Cernusco Montevecchia.

### Simboli
Lo stemma e il gonfalone del comune di Montevecchia sono stati concessi con il decreto del Presidente della Repubblica del 3 marzo 2005.
(D.P.R. 03.03.2005)
Il gonfalone è un drappo di bianco.

## Monumenti e luoghi d'interesse

### Architetture religiose

#### Santuario della Beata Vergine del Carmelo

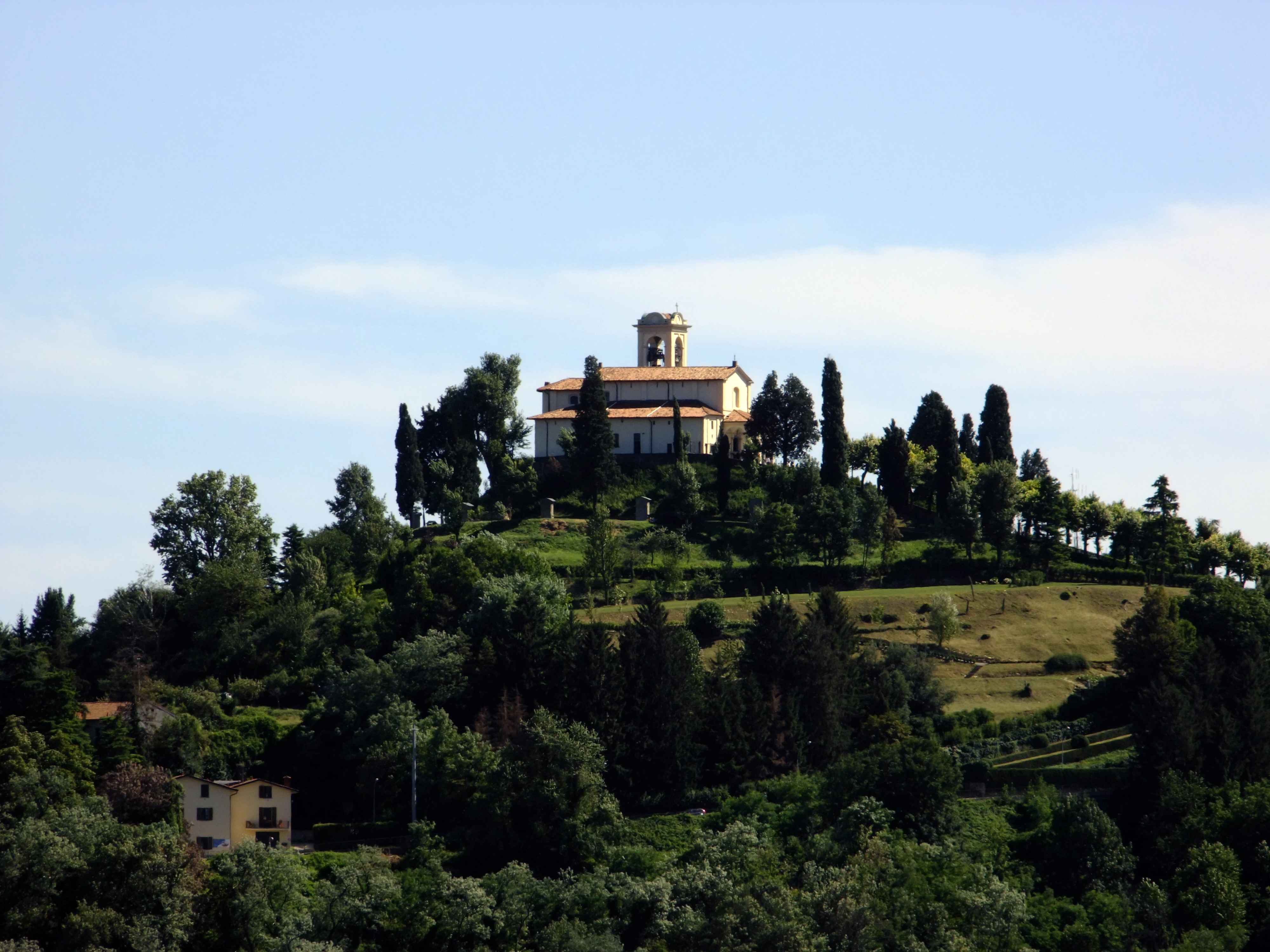
Veduta laterale del Santuario.

Al termine di una strada segnata dalle cappelle della via Crucis si trova il santuario della Beata Vergine del Carmelo, di origini medievali, collocato in cima alla collina di Montevecchia.
Si attribuisce la costruzione della prima chiesetta ai Longobardi che la dedicarono al loro santo "preferito" San Giovanni Battista (come il Duomo di Monza realizzato dalla regina Teodolinda).
Poiché in epoca romana vi era sulla sommità di Montevecchia un posto di vigilanza, e nel paese sottostante un Castrum importante dove si controllava le principali arterie, all'arrivo dei Longobardi, le postazioni romane furono utilizzate per edificare due chiese entrambe dedicate a san Giovanni Battista.
Il confinante comune di Cernusco Lombardone, è infatti l'unico comune della Lombardia che ha nel suo nome quello dei "Longobardi", dimostrandone la loro sicura presenza nel suo territorio. Al periodo medievale risale l'origine del campanile, sorto come torre di avvistamento.
La chiesetta longobarda sulla sommità di Montevecchia è resistita sino al 1570, epoca in cui un incendio dovuto "all'incuria del parroco" (si legge dagli atti della visita di san Carlo Borromeo) la distrusse interamente insieme ai paramenti e agli arredi sacri. Per quasi un secolo le messe furono officiate nella cappella di San Bernardo, sino al 1630, anno in cui il santuario fu ricostruito, ma con dimensioni ridotte rispetto all'attuale.
Ampliamenti con l'aggiunta della sacrestia da un lato e di ampi locali per la residenza dei preti officianti (avvenuti tra la fine del 1660 e la metà del Settecento) ha portato il santuario alle dimensioni attuali.
Nel 1924 l'attuale santuario fu dedicato alla Beata Vergine del Carmelo e consacrato nel novembre del 1954 dal cardinale Schuster.
Internamente, la chiesa conserva due cappelle riccamente affrescate: 
- in quella di sinistra trovano posto una Decollazione di san Giovanni Battista, opera attribuita Giulio Campi, oltre ad altri dipinti databili tra il XVI e il XVIII secolo;
- quella di destra, così come il presbiterio, ospita affreschi di Andrea Appiani, tuttavia in cattivo stato di conservazione.

A pochi metri dal santuario si trovano alcune antenne radio che ripetono i segnali di alcune emittenti radiofoniche locali lombarde nell'area brianzola.
Altre architetture religiose
- Chiesa di San Giovanni Battista (1925-28).[13]
- Chiesa di San Bernardo a Piazza-Ghisalba (1571-89 ca.).[14]
- Chiesa di San Mauro e della Beata Vergine della Consolata a Passone.
- Chiesetta di San Giuseppe a Ostizza.

### Architetture civili
- Villa Albertoni Agnesi, costruita nel XVIII secolo e residenza di villeggiatura della famiglia Agnesi[11] a cui appartenne Maria Gaetana.[15] La villa è dotata di un giardino all'italiana.[16][15]
- Villa Duca.[17]
- Villa Vittadini (inizio XVIII secolo).[18]

## Società

### Evoluzione demografica
- 415 nel 1751
- 559 nel 1771
- 539 nel 1805
- annessione a Cernusco Lombardone nel 1809
- 854 nel 1853
- annessione a Cernusco Lombardone nel 1928

Abitanti censiti

### Etnie e minoranze straniere
Gli stranieri residenti nel comune sono 107, ovvero il 4,3% della popolazione.

## Economia

### Enogastronomia
Il comune di Montevecchia è noto per la produzione di erbe aromatiche, (salvia, rosmarino, basilico, timo e alloro) e di vini; il paese è infatti la patria del Pincianèl, il classico vino rosso dell'Alta Brianza, ora con denominazione IGT dal consorzio Terre Lariane. 

Il vino bianco secco di Montevecchia è invece menzionato da Carlo Porta in uno scritto realizzato per le seconde nozze di Napoleone Bonaparte.
La salvia ed il rosmarino di Montevecchia sono riconosciuti come Prodotti agroalimentari tradizionali lombardi..
Degni di nota sono anche i famosi furmagétt de Muntavégia (o furmagétt de faciröla), tipici formaggini di latte vaccino, anch'essi riconosciuti come prodotti agroalimentari tradizionali.

## Sport

### Calcio
Per quanto concerne il calcio l'A.S.D. Montevecchia milita in Seconda Categoria.

### Ciclismo
La salita che porta a Montevecchia è molto frequentata dagli appassionati di ciclismo. Il punto d'inizio è il semaforo sulla strada provinciale Cernusco Lombardone-Monticello Brianza, a quota 286 m. Si tratta di una salita piuttosto impegnativa, lunga poco più di 2 km, con diversi strappi secchi e pendenze che raggiungono il 19% (cartello stradale dopo circa 500 m). La salita vera e propria termina nei pressi della chiesetta di san Bernardo, a circa 475 m di quota; di qui la strada prosegue pianeggiante, con alcuni leggeri saliscendi, dapprima asfaltata e poi sterrata (questo tratto è chiuso al traffico automobilistico), inoltrandosi nel bosco. Dopo 3-4 km ritorna asfaltata e riprende a salire, e in poco meno di 1 km raggiunge Lissolo, dove si allaccia alle strade che salgono da Sirtori e da Perego.
Una strada alternativa, meno battuta, si distacca dalla strada provinciale ad alcune centinaia di metri dal semaforo, verso Cernusco: passando per le frazioni di Passone e Pertevano essa si ricongiunge con la strada principale circa a metà della salita. Questo versante presenta pendenze ancora più forti dell'altro: in particolare subito dopo Pertevano vi è un "muro" di circa 200 metri con pendenze che toccano il 25%. È uno dei tratti più impegnativi di tutta la Brianza.
Il 12 luglio 2008 Montevecchia ha ospitato l'arrivo in salita della settima tappa del Giro Donne 2008; tappa dominata da Fabiana Luperini che, premiata da Fiorenzo Magni, ha festeggiato il suo 5º giro, dieci anni dopo il poker di successi ottenuto tra il 1995 e il 1998.